# Telemaco (nome)
Telemaco  è un nome proprio di persona italiano maschile.

## Varianti
- Femminili: Telemaca[4]

### Varianti in altre lingue
- Catalano: Telèmac
- Francese: Télémaque
- Galiziano: Telémaco
- Greco antico: Τηλέμαχος (Telemachos)[2][6]
- Greco moderno: Τηλέμαχος (Tīlemachos)[6]
- Inglese: Telemachus[7]
- Latino: Telemachus[2][6], Telemacus[1]
- Polacco: Telemach
- Portoghese: Telémaco
- Portoghese brasiliano: Telêmaco
- Rumeno: Telemah
- Russo: Телемах (Telemach)
- Serbo: Телемах (Telemah)
- Spagnolo: Telémaco
- Ucraino: Телемах (Telemach)
- Ungherese: Télemakhosz

## Origine e diffusione

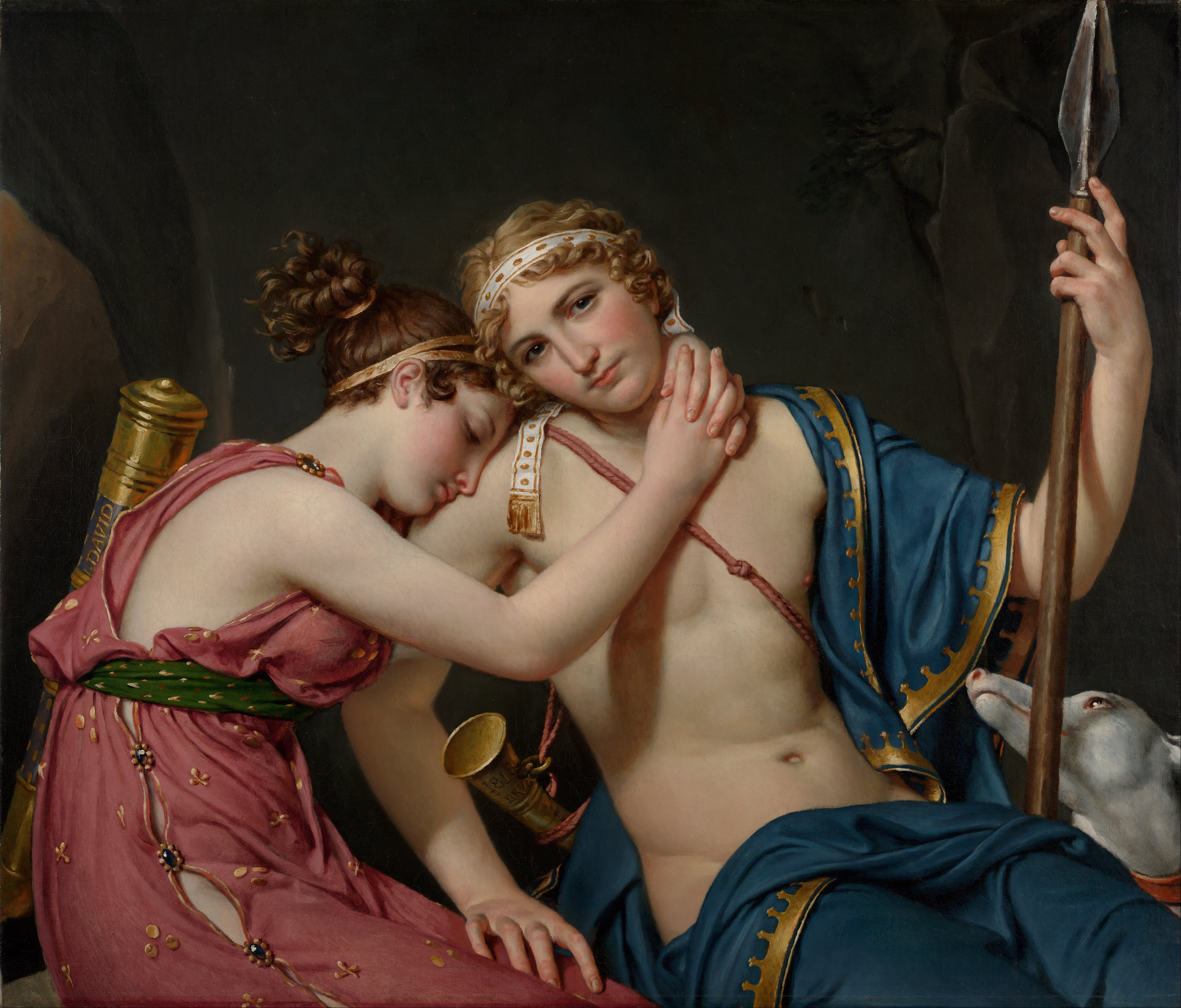
Telemaco ed Eucharis in un dipinto di Jacques-Louis David

Deriva dal greco Τηλέμαχος (Telemachos), composto da τῆλε (têle, "lontano") e μάχομαι (màchomai, "lottare", "combattere"), e vuol dire quindi "colui che combatte da lontano". Entrambi gli elementi sono diffusi nell'onomastica greca: il primo si ritrova anche nel nome Telesforo, il secondo in Lisimaco, Callimaco, Andromaco e Simmaco.
È un nome di tradizione classica, che riprende quello di Telemaco, il figlio di Ulisse che appare nell'Odissea; in Italia è diffuso per un terzo delle occorrenze nel Lazio, e per il resto è sparso su tutto il territorio nazionale.

## Onomastico
L'onomastico si può festeggiare il 1º gennaio in memoria di san Telemaco o Almachio, monaco di origine orientale, martire a Roma fra il III e il IV secolo.

## Persone

Telemaco Signorini

- Telemaco di Agrigento, tiranno di Akragas
- Telemaco Buonaiuti, architetto italiano
- Telemaco Ferrini, politico italiano
- Telemaco Ruggeri, regista e attore italiano
- Telemaco Signorini, pittore e incisore italiano

### Variante Tīlemachos
- Tīlemachos Karakalos, schermidore greco